# Screen Snapshots’ 50th Anniversary of Motion Pictures
Screen Snapshots’ 50th Anniversary of Motion Pictures (auch 50th Anniversary of Motion Pictures) ist ein US-amerikanischer Kurzfilm aus dem Jahr 1944 von Ralph Staub, der 1945 für einen Oscar nominiert war. 

## Inhalt
Washington, D.C., District of Columbia: Drei Männer sitzen an einem Schreibtisch und prüfen Filme, die in einen Projektor eingelegt sind. Einer der Männer nimmt eine Lupe zur Hand, um genauere Betrachtungen anzustellen. Eine Filmkamera kommt ins Spiel, während im Film eine Frau mit einer amerikanischen Flagge tanzt, fünf Frauen mit Pferden spielen, Hunde in einer Hot-Dog-Fabrik gezeigt werden und eine Frau in ihrer Küche vor Bildern ihres Grabsteins, der sie verfolgt, flüchten will. Sodann wird ein Paar am Strand gezeigt, gefolgt von einer Übernachtungsparty mit Kissenschlacht.
Auch eine Briefmarke, die zum 50. Jahrestag von Motion Pictures veröffentlicht wurde, kommt ins Bild. Die Marke zeigt Soldaten in einer tropischen Umgebung, die einen Film betrachten, der auf ein hängendes Blatt projiziert wird. Das Gütesiegel zeigt eine Hommage an Thomas Alva Edison und seinen ersten Kinetographen.  

## Hintergrund
Veröffentlicht wurde 50th Anniversary of Motion Pictures im April 1944. Der Film gehört zu einer Reihe von Einakter-Filmen der Screen Snapshot-Serie von Ralph Staub. Die Filme sind in der Regel nicht länger als zehn Minuten und zeigen im Dokumentarstil Szenen hinter den Kulissen von Filmarbeiten oder von in Hollywood stattfindenden Veranstaltungen, so auch im Varieté. Schauspieler werden in ihren Uniformen gezeigt, die sie in Filmrollen tragen, und ihr Dienstgrad wird erklärt, oder es wird Rückblick gehalten anhand alter Wochenschauen, auch Sportstars werden thematisiert. Mit Beginn des Zweiten Weltkriegs waren die Kurzfilme dann nationalistisch geprägt.

## Auszeichnung
1945: Oscarnominierung für Ralph Staub und 50th Anniversary of Motion Pictures in der Kategorie „Bester Kurzfilm“ (1 Filmrolle). Der Oscar ging an Jerry Fairbanks und den Film Who’s Who in Animal Land, in dem sprechende Tiere Witze erzählen oder singen.